# FM-7

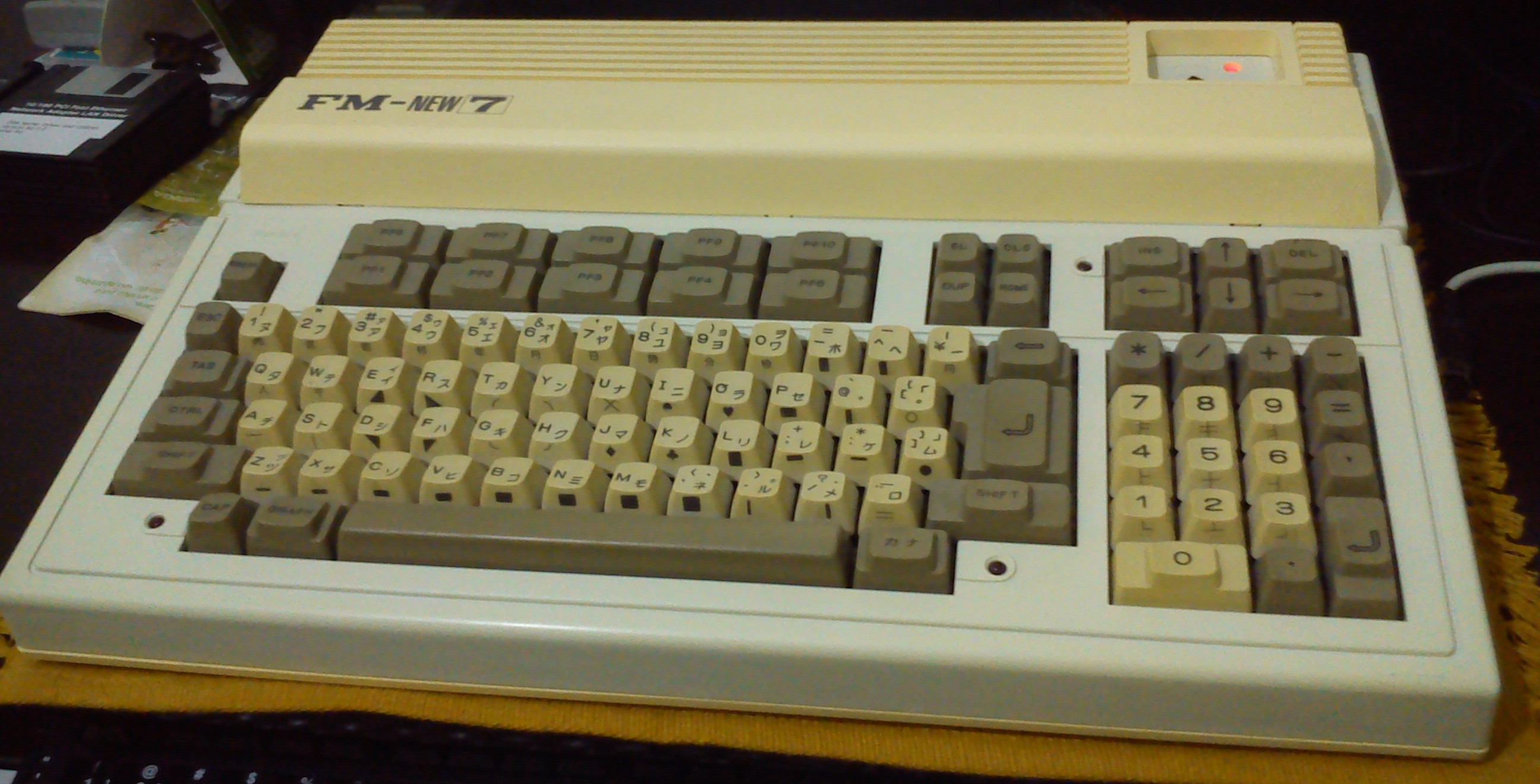
FM-7

FM-7 ("Fujitsu Micro 7") är en hemdator utvecklad av Fujitsu, som började säljas 1982. Den såldes främst i Japan.

### Fotnoter
1. ↑  ”The Fujitsu FM-7” (på engelska). Nausicaa. Arkiverad från originalet den 28 december 2017. https://web.archive.org/web/20171228041941/http://www.nausicaa.net/~lgreenf/fm7page.htm. Läst 28 maj 2015.